# Picarol (revista)
Picarol fou una revista humorística catalana publicada a Barcelona del 10 de febrer al 16 de març de 1912.
Editada pel promotor cultural Santiago Segura, del Faianç Català, tingué gran categoria artística pels dibuixos dels directors i dels col·laboradors, com Manuel Humbert, Marià Andreu, Joan Colom, Pere Ynglada, Ismael Smith, Marià Pidelaserra, Feliu Elias, Remigi Dargallo i Pasqual Capuz. Els texts eren de Francesc Pujols, Alexandre Plana, Josep Carner, Carles Soldevila, Ramon Reventós i Cristòfol de Domènech. Era una publicació de gran format, molt elegant, amb portada amb dues tintes i ben editada. S'hi practicava un humor català intelectualitzat, potser un pèl elitista, però molt subtil i intel·ligent. Els sis números van ser editats per Santiago Segura i dirigits per Xavier Nogués i Josep Aragay.
Se n'edità un facsímil amb la col·lecció completa, que també es poden consultar al projecte ARCA de la Biblioteca de Catalunya. També existeix una edició facsímil en format de tela publicada el 1996 d'Ediciones Parsifal a un preu de 31,25 €, tot i que actualment està esgotada.

## Evolució
La revista estava dotada d'un humor català intel·lectualitzat, tot i que una mica elitista, però molt delicada i aguda.
El seu editor era el mecenes i marxant d'art Santiago Segura, propietari del Faianç Català i les Galeries Laietanes, i la direcció de la revista va ser gestionada per Xavier Nogués i Josep Aragay, que es van envoltar d'un equip d'artistes, derivats majoritàriament de Papitu, entre els quals destacaven Manuel Humbert, Marian Andreu, Enric Casanovas, Joan Colom, Apa o Ismael Smith. És important saber que tot i que Lluís Bagaria, Yda i Torres García apareixien citats en el prospecte publicitari de la revista que es va editar abans de la publicació del primer número, mai van arribar a col·laborar.
L'impressor era l'actiu Avel·lí Artís, pare del dibuixant Tísner i també escriptor i motor de diverses iniciatives editorials. Entre els seus redactors destaquen Francesc Pujols, Ramon Reventós, Alexandre Plana, Carles Soldevila o Josep Carner, és a dir, la flor i nata de la intel·lectualitat del moment.
Picarol va ser una revista avantguardista que, amb el pretext de l'humor, va unir textos i dibuixos dels més moderns creadors del seu temps. Fins i tot la premsa francesa va elogiar la factura d'aquesta revista. Entre d'altres elogis, el Paris-Journal escrivia: "Picarol, de Barcelonne, (...) est certainement l'une des meilleures revues d'art de l'époque".
Santiago Segura editaria també altres revistes en què tractava del món de l'art mitjançant l'humor com La Cantonada, de la qual només va aparèixer un número el 1914, la Revista Nova, amb un format molt més semblant a Picarol i que va arribar a durar poc més de trenta números el 1914, i, finalment, Vell i Nou, que es va publicar entre 1915 i 1920.
Picarol s'estampava a dues tintes, va publicar belles caricatures d'Aragay (Jacob), Humbert, Nogués, Pidelaserra, Marian Andreu, Remigius, Ismael Smith, Apa, Joan Colom, Capuz i Enric Casanovas, i també va reproduir obres de Picasso o de l'escultor Josep Clarà. Per acabar, cal citar la definició que el dibuixant Apa va deixar escrita en la seva biografia de Nogués del que va ser Picarol: "publicació exquisida, d'un bon gust que aleshores passava per avantguardista i que acredita l'editor, el director i a la ciutat en pes".